# Новоликеєво
Новоликеєво (рос. Новоликеево) — присілок в Кстовському районі Нижньогородської області Російської Федерації.
Населення становить 2716 осіб. Входить до складу муніципального утворення Новоликеєвська сільрада.

## Історія
Від 2009 року входить до складу муніципального утворення Новоликеєвська сільрада.

## Населення
| 2002 | 2010  |
| ---- | ----- |
| 2767 | ↘2716 |